# 生存者 (东方神起单曲)
〈生存者〉（英語："Survivor"）是韩国男子团体東方神起在日本发行的第26张单曲。于2009年3月11日由avex trax公司下属厂牌rhythm zone发行。同年3月23日，單曲於韩国發行。单曲完整标题为〈Survivor -090325 4th Album "The Secret Code" Pre-Release Single-〉

## 概要
这首单曲距上张单曲《波麗路/Kiss The Baby Sky/請別忘記》（Bolero/Kiss The Baby Sky/忘れないで）发行相隔约2个月，是组合2009年第2张单曲，与之前的《Choosey Lover》、《Purple Line》类似，是专辑《神起密碼》发行前的先行单曲。
单曲分为「CD+DVD」「只CD」两种版本发行，前者有收录〈生存者〉的MV与MV的拍摄过程（只在初回限定盘中收录），后者则收录有〈生存者〉的混音版本。初回限定版本封入特典是封面大小的卡片（6种中随机封入1种），“只CD”版本有12页豪华手册同捆封入。
〈生存者〉的作曲与第13张单曲中歌曲《Ride on》相同，是多国音乐家组成的名为「Phrased Differently」的组合，东方神起也凭借这首歌首次独自登场朝日电视台著名音乐节目《Music Station》。

## 收录歌曲

### CD
1. 《Survivor》 (3:14)
  - 作詞: H.U.B.、作曲: Iain James、Robert Habolin、Adam Powers、編曲: Robert Habolin、YU
2. 《Take Your Hands》 (3:19)
  - 作詞: Ryoji Sonoda、作曲: Steve　Smith、Anthonv Anderson、Jenson David Aubrey Vaughan、Creig Smart、編曲: Steve Smith、Anthonv Anderson、Jenson David Aubrey Vaughan、Creig Smart
3. 《Survivor》 -Seven Seas Premium- (3:34) 
  - 混音: Shinjiroh Inoue
4. 《Survivor》 (Less Vocal) (3:15)
5. 《Take Your Hands》 (Less Vocal) (3:19)

### CD+DVD
CD
1. 《Survivor》 (3:14)
2. 《Take Your Hands》 (3:19)
3. 《Survivor》 (Less Vocal) (3:15)
4. 《Take Your Hands》 (Less Vocal) (3:19)

DVD
1. 《Survivor》Video Clip
2. 《Survivor》Off Shot Movie （只初回限定盤有收录）

## 备注
1. ↑  组合曾在2007年因与幸田来未合作发行单曲《LAST ANGEL feat.东方神起》而得以登场这一节目
2. ↑   註: